# Australian S5000 Championship
 Il VHT S5000 Australian Drivers' Championship (noto originariamente come Australian S5000 Championship, o semplicemente S5000) è una serie di corse a ruote scoperte Australiana. La serie è stata creata da una fusione tra due serie precedenti, la Formula Thunder 5000 e Super5000. La serie è anche promossa dall'Australian Racing Group.
La gara inaugurale della serie era originariamente prevista al Sydney Motorsport Park a maggio 2019, ma è stata ritardata a settembre per problemi di rifornimento dei pezzi dagli Stati Uniti.

## Genesi della serie
L'idea originale di avere una moderna interpretazione del formato Formula 5000 è stata concepita per la prima volta nel 2016 e inizialmente è stato chiamato Formula Thunder 5000. L'auto originale utilizzava un telaio Swift FN09 utilizzato in Super Formula tra il 2009 e il 2013.
Un anno dopo, nel 2017, la serie Super5000 è stata istituita dall'ex CEO del campionato Supercars James Warburton, come parte del suo piano per sostenere la crescita del motorsport in Australia. La serie sarebbe stata originariamente utilizzata come categoria di supporto per la serie Supercars, insieme alle serie Super2 e SuperUtes . La creazione di questa serie ha portato a polemiche e il fondatore della Formula Thunder 5000, Chris Lambden, non ha approvato l'idea, sostenendo che avrebbe minacciato i suoi piani.
Più tardi quello stesso anno, entrambe le serie hanno annunciato una fusione nel tentativo di garantire ulteriormente il ritorno di una serie di corse in monoposto in Australia. Il risultato è stato la formazione del campionato australiano S5000, che avrebbe incorporato elementi tecnici sia della Formula Thunder 5000 che della serie Super5000.
Una bozza di calendario viene rilasciata nel 2018, con prima tappa al Sydney Motorsport Park. Tuttavia nell'aprile 2019 gli organizzatori della serie annunciano che l'inizio sarebbe slittato di quattro mesi, iniziando nel settembre 2019 al Sandown Raceway, a causa di problemi nella fornitura dei pezzi Ligier dalla fabbrica di Charlotte. Gli organizzatori volevano anche assicurarsi che la vettura fosse adeguatamente sicura.
Il primo evento ha visto l'iscrizione di 13 piloti, tra cui l'ex pilota di Formula Uno Rubens Barrichello. La feature race fu caratterizzata da un incidente che coinvolse Alex Davison e causò danni alle barriere di sicurezza, costringendo gli organizzatori a sventolare la bandiera rossa dopo soli 10 dei 25 giri previsti. La gara fu vinta da James Golding, con Barrichello secondo e John Martin terzo. Un secondo evento si tenne a The Bend, con la feature race vinta da John Martin.
Per il 2020 è stato pianificato un campionato di sei gare, con la gara inaugurale prevista come evento di supporto per il Gran Premio d'Australia 2020 tenutosi all'Albert Park, con il campionato seguito da una gara non valida per il campionato a Mount Panorama. È stato anche annunciato all'inizio del 2020 che il campionato avrebbe visto la rinascita del titolo dell'Australian Drivers' Championship, assegnato l'ultima volta nel 2014 per vetture di Formula 3. Questo fu accompagnato da una proposta per assegnare trofei intitolati a importanti piloti australiani ai vincitori di ogni feature race, con il vincitore della feature race all'Albert Park che avrebbe ricevuto la Alan Jones Cup.
Il round di apertura ha attirato una partecipazione più ampia, tra cui il vincitore della feature race inaugurale Golding, il due volte campione australiano Tim Macrow e partecipanti internazionali tra cui il ritorno di Barrichello e del collega veterano della Formula Uno Giancarlo Fisichella, il pilota di Formula 2 Jack Aitken e il vincitore della Bathurst 1000 2019 Alexandre Prémat. Dopo le sessioni di prove libere e qualifiche di giovedì 12 marzo, Golding ha ottenuto la pole position. Tuttavia, venerdì mattina il Gran Premio è stato annullato a causa dell'escalation della pandemia di COVID-19, quindi non si è tenuta alcuna gara. A causa delle continue difficoltà legate alla pandemia, i calendari modificati sono stati annunciati alcune volte nel corso dell'anno, con piani per svolgere  un campionato tra la fine del 2020 e l'inizio del 2021. Alla fine, tuttavia, non si sono svolte gare nel 2020 e invece è stato annunciato un breve calendario di quattro gare che per l'inizio del 2021, con una seconda serie estiva più lunga da correre dalla fine del 2021 all'inizio del 2022.
Il primo evento del campionato, e la prima gara della stagione 2021, ha finalmente preso il via a gennaio a Symmons Plains, con Thomas Randle che ha vinto la feature race.

## Specifiche tecniche
Lo chassis della vettura da S5000 è basato sul regolamento FIA Formula 3, fatto su misura dalla casa automobilistica francese Onroak-Ligier. La vettura sfrutta un motore aspirato da 5.0 di cilindrata quad-cam Ford Coyote V8 modificato da InnoV8, che ha una potenza di 560 hp (420 kW; 570 PS) e 460 ft⋅lbf (620 N⋅m) di coppia. Il cambio è a 6 marce prodotto dalla Holinger, che fornisce anche il Transaxle. Le sospensioni e le ali sono fornite dalla Borland Racing Developments, e costruite da Garry Rogers Motorsport, che si occupa anche dell'assemblaggio della vettura. Le gomme sono fornite da Hoosier Racing Tire.
La macchina da S5000 è stata certificata dalla FIA conforme al regolamento sulla sicurezza del 2018.
La vettura da S5000 ha fatto la sua prima apparizione pubblica al 2018 Newcastle 500 Supercars, guidata da Greg Murphy, John Bowe e Garth Tander. La reazione del pubblico è stata positiva.

## Albo d'oro
| Anno | Pilota                                        | Team                                          |
| ---- | --------------------------------------------- | --------------------------------------------- |
| 2019 | Serie dimostrativa                            | Serie dimostrativa                            |
| 2020 | Cancellata a causa della pandemia di COVID-19 | Cancellata a causa della pandemia di COVID-19 |
| 2021 | Joey Mawson                                   | Team BRM                                      |
| 2022 | Joey Mawson                                   | Team BRM                                      |